# Albansk-venetianska kriget
Albansk-venetianska kriget var ett krig 1447-1448 mellan den av Skanderbeg ledda albanska gerillaarmén och en koalition av venetianska och osmanska trupper.